# Canton de Boulogne-sur-Mer-1
Le canton de Boulogne-sur-Mer-1 est une circonscription électorale française du département du Pas-de-Calais.

## Histoire
Un nouveau découpage territorial du Pas-de-Calais entre en vigueur à l'occasion des premières élections départementales suivant le décret du 24 février 2014. Les conseillers départementaux sont, à compter de ces élections, élus au scrutin majoritaire binominal mixte. Les électeurs de chaque canton élisent au Conseil départemental, nouvelle appellation du Conseil général, deux membres de sexe différent, qui se présentent en binôme de candidats. Les conseillers départementaux sont élus pour 6 ans au scrutin binominal majoritaire à deux tours, l'accès au second tour nécessitant 12,5 % des inscrits au 1er tour. En outre la totalité des conseillers départementaux est renouvelée. Ce nouveau mode de scrutin nécessite un redécoupage des cantons dont le nombre est divisé par deux avec arrondi à l'unité impaire supérieure si ce nombre n'est pas entier impair, assorti de conditions de seuils minimaux. Dans le Pas-de-Calais, le nombre de cantons passe ainsi de 77 à 39.
Le canton de Boulogne-sur-Mer-1 est formé de six communes, issues des anciens cantons de Boulogne-sur-Mer-Sud (1 commune), de Boulogne-sur-Mer-Nord-Est (4 communes) et de Boulogne-sur-Mer-Nord-Ouest (1 commune), et d'une fraction de commune. Il est entièrement inclus dans l'arrondissement de Boulogne-sur-Mer. Le bureau centralisateur est situé à Boulogne-sur-Mer.

## Représentation
| Période élective | Période élective | Mandat | Mandat   | Identité                | Nuance | Nuance | Qualité |
| ---------------- | ---------------- | ------ | -------- | ----------------------- | ------ | ------ | --- |
| 2015             | 2021             | 2015   | 2021     | Claude Allan            |        | PS     | Bibliothécaire retraité Ancien conseiller général du Canton de Boulogne-sur-Mer-Nord-Est (1985-2015) 2ème adjoint au maire de Boulogne-sur-Mer (2002-2020) Cinquième Vice-président du Conseil départemental : ruralité, agriculture, port départemental d'Etaples |
| 2015             | 2021             | 2015   | 2021     | Mireille Hingrez-Céréda |        | PS     | Professeur de lettres classiques (latin-grec). 1ère adjointe au maire de Boulogne-sur-Mer, maire de Boulogne-sur-Mer (2012-2014) Quatorzième Vice-présidente du Conseil départemental : enjeux maritimes et métropolitains du littoral, politique de la ville      |
| 2021             | 2028             | 2021   | en cours | Jean-Luc Dubaële        |        | DVG    | Chef d'entreprises Maire de Wimereux |
| 2021             | 2028             | 2021   | en cours | Mireille Hingrez-Céréda |        | PS     | Conseillère sortante 1ère Vice-Présidente du conseil départemental |

### Résultats détaillés

#### Élections de mars 2015
À l'issue du 1er tour des élections départementales de 2015, deux binômes sont en ballottage : Martine Coppin et Bruno Croquelois (FN, 33,06 %) et Claude Allan et Mireille Hingrez-Céréda (PS, 31,18 %). Le taux de participation est de 47,41 % (11 922 votants sur 25 148 inscrits) contre 51,81 % au niveau départemental et 50,17 % au niveau national.
Au second tour, Claude Allan et Mireille Hingrez-Céréda (PS) sont élus avec 54,37 % des suffrages exprimés et un taux de participation de 47,86 % (5 823 voix pour 12 035 votants et 25 147 inscrits).

#### Élections de juin 2021
Le premier tour des élections départementales de 2021 est marqué par un très faible taux de participation (33,26 % au niveau national). Dans le canton de Boulogne-sur-Mer-1, ce taux de participation est de 30,96 % (7 764 votants sur 25 075 inscrits) contre 35,19 % au niveau départemental. À l'issue de ce premier tour, deux binômes sont en ballottage : Jean-Luc Dubaële et Mireille Hingrez-Céréda (DVG, 48,59 %) et Séverine Etcheverry et Serge Latour (RN, 26,04 %).
Le second tour des élections est marqué une nouvelle fois par une abstention massive équivalente au premier tour. Les taux de participation sont de 34,36 % au niveau national, 34,96 % dans le département et 30,94 % dans le canton de Boulogne-sur-Mer-1. Jean-Luc Dubaële et Mireille Hingrez-Céréda (DVG) sont élus avec 70,82 % des suffrages exprimés (4 958 voix pour 7 759 votants et 25 075 inscrits),,.

## Composition
Le canton de Boulogne-sur-Mer-1 comprend six communes et la partie de la commune de Boulogne-sur-Mer située au nord d'une ligne définie par l'axe des voies et limites suivantes : depuis le littoral, jetée Nord-Est, quai des Paquebots, quai Léon-Gambetta, boulevard François-Mitterrand, boulevard Daunou, rue de Perrochel, rue des Pipots, rue des Prêtres, Grande-Rue, boulevard Auguste-Mariette, Porte-Neuve, rue de la Porte-Neuve, avenue Charles-de-Gaulle, rue de la Paix, rue Louis-Duflos, rue Aristide-Briand, avenue Charles-de-Gaulle, jusqu'à la limite territoriale de la commune de Saint-Martin-Boulogne.
| Nom                                      | Code Insee | Intercommunalité | Superficie (km2) | Population (dernière pop. légale)                | Densité (hab./km2) | Modifier                                    |
| ---------------------------------------- | ---------- | ---------------- | ---------------- | ------------------------------------------------ | ------------------ | ------------------------------------------- |
| Boulogne-sur-Mer (bureau centralisateur) | 62160      | CA du Boulonnais | 8,42             | Fraction : 22 835 (2022) Commune : 41 039 (2022) | 4 874              | modifier les données · modifier les données |
| La Capelle-lès-Boulogne                  | 62908      | CA du Boulonnais | 6,50             | 1 571 (2022)                                     | 242                | modifier les données · modifier les données |
| Conteville-lès-Boulogne                  | 62237      | CA du Boulonnais | 2,10             | 531 (2022)                                       | 253                | modifier les données · modifier les données |
| Pernes-lès-Boulogne                      | 62653      | CA du Boulonnais | 7,76             | 419 (2022)                                       | 54                 | modifier les données · modifier les données |
| Pittefaux                                | 62658      | CA du Boulonnais | 2,42             | 115 (2022)                                       | 48                 | modifier les données · modifier les données |
| Wimereux                                 | 62893      | CA du Boulonnais | 7,71             | 6 307 (2022)                                     | 818                | modifier les données · modifier les données |
| Wimille                                  | 62894      | CA du Boulonnais | 22,24            | 3 839 (2022)                                     | 173                | modifier les données · modifier les données |
| Canton de Boulogne-sur-Mer-1             | 6213       |                  |                  | 35 617 (2022)                                    |                    | modifier les données                        |

## Démographie
En 2022, le canton comptait 35 617 habitants, en évolution de −3,79 % par rapport à 2016 (Pas-de-Calais : −0,72 %, France hors Mayotte : +2,11 %).
| 2013   | 2018   | 2022   |
| ------ | ------ | ------ |
| 37 590 | 35 608 | 35 617 |